# Joe Pass
Joe Pass, født Joseph Anthony Passalaqua (13. januar 1929 – 23. maj 1994) var en amerikansk jazzguitarist. Han blev kendt for at spille med sangerinden Ella Fitzgerald, men var også en brilliant sologuitarist, hvor han spillede fuldstændig alene med sin hollow-body Gibson (vistnok en ES175), hvilket ikke mange andre jazzguitarister har gjort sig bemærket som.
Hans sofistikerede brug af voicings og hans fantastiske swing-feel var med til at gøre ham respekteret blandt jazzmusikere. På flere video-optagelser formidler han sin teoretiske indsigt og outstanding praktiske brug af jazz-guitar-becifring med tilhørende skalaer, underliggende basgange og såkaldte 'hot licks' (lækre melodiske fraser). I sine unge dage rodede han sig ind i et heroinmisbrug. Men efter knap tre år på Synanon (et stof og alkohol rehabiliterings center i Californien) var han kureret. Han spillede på centrets Fender blok-guitar (!) på sin første udgivelse "Sounds of Synanon" i 1961. Sammen med andre beboere på centret.